# Кока Абаков
Кока (Кокен, Кöк, Кока Абаков) — князь и правитель Теленгитского Улуса с 1635 по 1670 гг.

## Биография
Князь Кока родился предположительно в 1600-е. Он с детства был вовлечён во внутренние политические дела и зачастую участвовал в боях вместе со своим отцом.
В 1635 умер князь Абак. В том же году князем стал его старший сын Кока. Князь Кока попал в значительно трудное положение, ведь в это время от них отделился и создал свой отдельный улус князь Мачик.
Осенью того же года к князю Коке прибывает посольство во главе с З. Амосовым.
В 1636 году князь Кока участвует в походах против енисейских кыргызов на стороне русских ратников.
В 1642 году Н. Сабанский совершает нападение против телесов. Всё более активная и агрессивная политика русских властей по объясачиванию кыштымов телеутского князя, всё большее продвижение в глубь территории теленгитов не могли не беспокоить телеутскую знать.
В 1645 году князь Кока даёт шерть Джунгарскому Хану, намереваясь сблизиться с Хунтайджи и обеспечить себя поддержкой в случае необходимости.
В 1646 году в связи с воцарением Алексея Михайловича нужно было привести к присяге всё подвластное население. С этой целью в ставку князя Коки прибывает П. Сабанский. В ходе переговоров, князь Кока отправил своих людей дать шерть, но сам лично давать её отказался, оставляя себе лазейку для лавирования в будущем.
В 1649 году прибывает посольство В. Бурнашева к князю Коке. Уманский отметил:
«В 1649 году Кока провёл широкую алманную операцию во всех волостях северных алтайцев, собирая на себя по 5 соболей с лука (царю он приказал платить вместо 10 только 5 соболей с лука)» .
В 1652 году Князь Кока уводит подчинённых ему телесов в Теленгитский улус.
В 1653 году начинаются походы кузнецких служилых людей против телеутских кыштымов. Посольство Князя Коки.
В 1655—1658 года начинаются Телеутско-Ойратские войны.
В 1656 году князь Кока заключает союз с князем Мачиком.
В 1657 году начинается строительство Сосновского Острога.
В 1657 посольство князя Коки к кыргызским бекам.
В 1657 году к Коке прибывает посольство во главе с А. Сартаковым. В 1658 году посольство во главе с Д. Вяткиным.
В 1658 году, посольство к князю Коке и князю Мачику. Было заключено соглашение о мире и союзе. Послы Коки и Мачика (Мамруч, Келкер, Дайчин) отправляются в Москву и (Кожак, Бура) в Томск.
29.01.1659 году прошли русско-телеутские переговоры в Москве.
В 1661—1662 годах в русское подданство ушли телеуты во главе с Кожановым, Уделековым и Мамоачем.
1664 — поход Томских ратников и Чаткары Торгоутова на реку Мереть. Уход Коки с Мерети.
В 1670 году князь Кока умирает от старости. Князем становится его сын Табун.